# Aleu
Aleu, na mitologia grega, foi um rei na Arcádia, cuja filha foi seduzida por Héracles.
Arcas tinha dois filhos, Élato e Afeidas, e dividiu a terra entre os dois, mas Élato tinha todo o poder. Afeidas foi o pai de Aleu e Estenebeia.
Aleu casou-se com Néara, filha de Pereu, filho de Élato e Laódice, filha de Cíniras. Aleu e Néara foram os pais de Auge, Cefeu e Licurgo.
Auge foi seduzida por Héracles, e teve, em segredo, o filho Télefo, que, após várias aventuras, tornou-se rei da Mísia.